# Протасово (Дубенский район)
Протасово — село в Дубенском районе Тульской области России.
В рамках административно-территориального устройства является центром Протасовского сельского округа Дубенского района, в рамках организации местного самоуправления — административный центр Протасовского сельского поселения.

## География
Расположено в 2 км к северо-востоку от районного центра, посёлка городского типа Дубна, и в 41 км к западу от областного центра.

## Население
| 2002 | 2010 |
| ---- | ---- |
| 658  | ↘602 |